# 3975 Verdi
A 3975 Verdi (ideiglenes jelöléssel 1982 UR3) a Naprendszer kisbolygóövében található aszteroida. Freimut Börngen fedezte fel 1982. október 19-én. Az égitestet a híres olasz zeneszerző, Giuseppe Verdi tiszteletére nevezték el.